# Wigberto di Meißen
Wigberto di Meißen (... – 976) fu il primo margravio di Meißen dal 965 fino alla sua morte.

## Biografia
Dopo la morte di Gero I il Grande nel 965, l'imperatore Ottone I di Sassonia divise la vasta marca conquistata al di là del fiume Elba in sei marche. Immediatamente a nord dei Monti Metalliferi creò tre piccole marche di Merseburgo, affidata a Günther, di Zeitz affidata a Wigger di Zeitz e Meißen affidata a Wigberto. Quest'ultima marca era il perno del sistema marchionale ottoniano perché era in diretto contatto con gli stati slavi, il ducato di Boemia e il ducato di Polonia. Questa è l'unica informazione che abbiamo Wigberto. Nel 976 la marca di Meißen finì nelle mani di Tietmaro, nipote di Gero e genero di Ermanno Billung che già controllava dal 965 la regione situata più a nord tra la bassa Saale e l'Elba.